# 通布莱讷岛
通布莱讷岛（法語：Tombelaine，法語發音：[tɔ̃blɛn]）是法国诺曼底海岸附近的一座小型花岗岩潮汐島，位于聖米歇爾山以北几千米处，由热内市镇管理。退潮时，可以从科唐坦半島海岸及圣米歇尔山步行到达该岛。